# Iam.josephina
Iam.josephina (voorheen iam.Serafina) is een Duitse jeugdwebserie over het leven en de problemen van Josephina. De Duitse online mediadienst Funk, die zich richt op een jonge doelgroep tussen de 14 en 29 jaar, publiceert de serie sinds oktober 2016 op de sociale mediaplatforms Snapchat, Instagram en TikTok en op haar eigen website.

## Concept en inhoud
De hoofdrol Josephina neemt haar volgers mee in haar wereld. Ze filmt ook haar eigen leven en dat van de andere personages op zeer intieme momenten. In de seizoenen 1-15 draaide de serie om Serafina, haar droom om modeontwerpster te worden, haar zoektocht naar liefde en haar kamergenoot Vicky. Sinds seizoen 16 neemt Josephina - genaamd Josi - het kanaal over om snel op weg te gaan om een professionele danseres te worden, haar eerste liefde en haar opgroeien.
De kijkers kunnen Josephina ook volgen op Instagram en meer te weten komen over de plot.

## Spin-off
Sinds 25 november 2019 heeft iam.josephina een spin-off genaamd iam.meyra. Het is in dezelfde stijl geproduceerd als het hoofdformaat en gaat over Meyra, die opgroeide in Berlijn als kind van ouders van Turkse afkomst. Haar grote droom is om professionele zangeres te worden.